# Solrad 8
Il Solrad 8, a volte citato anche come Explorer 30 o Explorer SE-A, è un satellite artificiale NASA non più attivo facente parte del programma Solrad (acronimo di "Solar Radiation"), iniziato nel 1960 ed avente lo scopo di fornire un monitoraggio continuo della radiazione solare attraverso una serie di fotometri standard.

## Struttura e funzionamento
Il Solrad 8 aveva una forma quasi sferica arrivando a pesare circa 56,7 kg. In particolare era costituito da due semisfere di alluminio del diametro di 61 cm, recanti tre pannelli solari ognuna, unite da una cintura alta circa 9 cm su cui erano disposti 14 fotometri per raggi X e per raggi ultravioletti.
Una volta messo in orbita il satellite era stabilizzato utilizzando la tecnica di stabilizzazione di spin, una tecnica di stabilizzazione passiva nella quale l'intero veicolo ruota su se stesso in modo che il suo vettore di momento angolare rimanga pressoché fissato nello spazio inerziale. Il movimento di rotazione è stabile se il
satellite gira attorno allasse che ha momento dinerzia massimo. Nel caso del Solrad 8, tale asse, l'asse di spin appunto, era orientato perpendicolarmente all'asse immaginario che congiungeva il satellite al Sole in modo da far sì che ognuno dei 14 fotometri, disposti, come detto, tutto intorno alla cintura equatoriale del satellite, fosse rivolto verso il Sole nel corso di una rotazione. I dati raccolti dal satellite erano trasmessi in tempo reale ed erano registrati dalle stazioni della rete di tracciamento STADAN (acronimo di "Spacecraft Tracking and Data Acquisition Network").

## Lancio e operatività
Il Solrad 8 venne lanciato il 19 novembre 1965 per mezzo di un razzo Scout X-4 dall'area di lancio 3 della base di lancio Wallops.
Nel corso della sua vita, il satellite osservò l'eclisse solare del 20 maggio 1966, realizzando quella che potrebbe essere stata la prima osservazione di un fenomeno di questo tipo da parte di un satellite artificiale.
Il satellite riuscì ad essere operativo fino a quando la sua velocità di rotazione cominciò a diminuire gradualmente passando dagli iniziali 60 rpm ai 4 rpm del 12 settembre 1966, dimostrando che forse c'era stato qualche errore nel controllo della distribuzione della massa del satellite. Si decise quindi di intervenire con un comando da terra, riattivando la rotazione ad una velocità di 78 rpm ed esaurendo così le riserve di gas. Da questo punto in poi la velocità di rotazione ricominciò a diminuire fino a scendere sotto i 10 rpm, soglia al di sotto della quale la riduzione dei dati diventa difficoltosa, ad agosto del 1967, quando ormai la raccolta di dati era sostanzialmente diminuita. Data la perdita di stabilità a causa della cessazione della rotazione attorno all'asse di spin, il satellite ha infine perso il contatto con la Terra il 5 novembre 1967.
Il satellite, così come il corpo del razzo Scout utilizzato per lanciarlo e alcuni altri detriti, è ancora in orbita.